# Like I Love You

„Like I Love You” este un cântec înregistrat de către cântărețul american Justin Timberlake pentru primul său album, Justified. Cântectul este o colaborare cu duo-ul Clipse. A fost scris de Timberlake și de către The Neptunes (Chad Hugo și Pharrell Williams), care de asemenea au ajutat la producerea lui. Cântecul a fost lansat pe 25 august 2002 ca și single-ul de debut al lui Timberlake, urmat de despărțirea trupei 'N Sync mai târziu, în acel an.
Cântecul a ajuns pe locul 11 în topul american Billboard Hot 100, și locul doi în Regatul Unit. A fost interpretat de către Timberlake la premiile MTV Video Music Awards, în New York City, pe 29 august 2002. A primit de asemenea o nominalizare la Premiile Grammy din 2003 pentru Cea mai bună piesă rap/colaborare rap.

Videoclipul muzical oficial a fost lansat pe 9 septembrie 2002, așa cum este prezentat într-un episod din MTV Making the Video.[30] Scenele de deschidere de la magazinul de proximitate au fost filmate la o vitrină 7-Eleven la colțul dintre Oxford Street și Hazeltine Avenue din Van Nuys, California. Scenele arcade și rap cu duo-ul hip hop Clipse au fost filmate la College Arcade din Downtown Los Angeles. Scenele de dans din clubul de noapte au fost filmate și în Los Angeles, la Grand Avenue Nightclub. Videoclipul a fost regizat de Diane Martel în perioada 22-24 august 2002. James „Marty” Kudelka, care a creat coregrafia, poate fi văzut dansând în videoclip.[31] În decembrie 2024, videoclipul are peste 107 milioane de vizionări pe YouTube.[32]
Videoclipul este împărțit în trei părți; Justin Timberlake dansând noaptea în afara unui magazin 7-Eleven, purtând o cămașă 7-Eleven și căciulă roșie, Timberlake într-o sala de jocuri purtând o jachetă de piele și snapback și prim-planuri cu Timberlake cântând la cameră.[33] Clipse și Pharrell Williams apar amândoi în timpul versului rap al lui Clipse în sala de jocuri alături de Timberlake.

## Top-uri
| Top (2002–03)                        | Poziția de top |
| ------------------------------------ | -------------- |
| Australia (ARIA)                     | 8              |
| Austria (Ö3 Austria Top 40)          | 29             |
| Belgia (Ultratop 50 Flanders)        | 6              |
| Belgia (Ultratop 50 Wallonia)        | 27             |
| Danemarca (Tracklisten)              | 4              |
| Germania (Media Control Charts)      | 16             |
| Ungaria (Rádiós Top 40)              | 36             |
| Irlanda (IRMA)                       | 5              |
| Italia (FIMI)                        | 17             |
| Olanda (Dutch Top 40)                | 5              |
| Olanda (Single Top 100)              | 5              |
| Noua Zeelandă (Recorded Music NZ)    | 6              |
| Norvegia (VG-lista)                  | 10             |
| Spain (PROMUSICAE)                   | 20             |
| Suedia (Sverigetopplistan)           | 14             |
| Elveția (Schweizer Hitparade)        | 14             |
| UK Singles (Official Charts Company) | 2              |
| US Billboard Hot 100                 | 11             |
| US Mainstream Top 40 (Billboard)     | 4              |
| US Hot Dance Club Songs (Billboard)  | 1              |
| US Hot R&B/Hip-Hop Songs (Billboard) | 53             |

## Certificații
| Regiune                                            | Certificări | Vânzări  |
| -------------------------------------------------- | ----------- | -------- |
| Australia (ARIA)                                   | Platină     | 70,000^  |
| Regatul Unit (BPI)                                 | Argint      | 200,000^ |
| ^cifrele cargo sunt bazate pe un singur certificat |             |          |

## Datele lansării
| Țara         | Data lansării     | Format           | Casa de discuri |
| ------------ | ----------------- | ---------------- | --------------- |
| Germania     | 14 octombrie 2002 | Maxi single      | RCA Records     |
| Canada       | 17 octombrie 2002 | LP               | Jive Records    |
| Europe       | 25 august 2002    | Digital download | Sony Music      |
| Regatul Unit | 22 octombrie 2002 | Single CD        | RCA Records     |
| Italia       | 19 noiembrie 2002 | single 12"       | RCA Records     |
| Spania       | 19 noiembrie 2002 | single 12"       | RCA Records     |
| Franța       | 25 noiembrie 2002 | Single CD        | Jive Records    |